# Jönköping (đô thị)
Đô thị Jönköping (Jönköpings kommun) là một đô thị ở hạt Jönköping, phía nam Thụy Điển. Thành phố Jönköping là thủ phủ. Đô thị này nằm ở cuối phía nam của hồ Vättern.
Khu vực đô thị hiện nay gồm hơn 20 đơn vị đô thị gốc, trong đó có thành phố cũ. Năm 1952, số lượng đơn vị này đã bị giảm xuống còn 13. Đô thị hiện nay được lập trong đợt cải cách chính quyền Thụy Điển vào năm 1971.

## Các đơn vị dân cư trực thuộc
Có 16 khu vực đô thị (cũng gọi là Tätort hay đơn vị địa phương) tại đô thị Jönköping.
Bảng dưới đây liệt kê các đơn vị trực thuộc của đô thị này theo quy mô dân số thời điểm 31 tháng 12 năm 2005. Thủ phủ được bôi đậm.
| #  | Địa phương | Dân số |
| -- | ---------- | ------ |
| 1  | Jönköping  | 84,423 |
| 2  | Bankeryd   | 6,498  |
| 3  | Taberg     | 4,223  |
| 4  | Tenhult    | 2.916  |
| 5  | Gränna     | 2.578  |
| 6  | Odensjö    | 1.714  |
| 7  | Kaxholmen  | 1.402  |
| 8  | Trånghalla | 1.251  |
| 9  | Lekeryd    | 763    |
| 10 | Barnarp    | 724    |
| 11 | Bottnaryd  | 723    |
| 12 | Tunnerstad | 314    |
| 13 | Skärstad   | 309    |
| 14 | Ölmstad    | 308    |
| 14 | Örserum    | 308    |
| 16 | Öggestorp  | 227    |